# العديد دقم
العديد دقم هي قرية تابعة لمحافظة الأحساء في المنطقة الشرقية في المملكة العربية السعودية.